# Chabeřice
Chabeřice är en ort i Tjeckien.   Den ligger i regionen Mellersta Böhmen, i den centrala delen av landet, 60 km sydost om huvudstaden Prag. Chabeřice ligger 372 meter över havet och antalet invånare är 257.
Terrängen runt Chabeřice är huvudsakligen platt. Chabeřice ligger nere i en dal. Runt Chabeřice är det ganska glesbefolkat, med 29 invånare per kvadratkilometer. Närmaste större samhälle är Zruč nad Sázavou, 2,6 km öster om Chabeřice. Omgivningarna runt Chabeřice är en mosaik av jordbruksmark och naturlig växtlighet.